# Corrales (New Mexico)
Corrales ist eine Stadt im Sandoval County im Bundesstaat New Mexico der Vereinigten Staaten mit 7334 Einwohnern (Stand: 2000).

## Geografie
Die Stadt liegt etwa zehn Kilometer nördlich von Albuquerque, westlich der Historic Route 66 im Süden des Countys, im mittleren Nordwesten von New Mexico und hat eine Gesamtfläche von 29,1 km², wovon 1,4 km² Wasserfläche ist.

## Geschichte
Die Besiedlung der Gegend begann 1712 durch Spanier. In der ersten Hälfte des 20. Jahrhunderts trug der Ort den Namen Sandoval, zu Ehren einer einflussreichen Familie dieser Gegend. Um 1960 wurde der Ort dann wieder in Corrales umbenannt und erhielt 1971 das Stadtrecht.

## Sehenswertes
Besonders erwähnenswert ist das historische Casa San Ysidro, eine wieder aufgebaute spanische Hazienda aus den Zeiten des Siedlungsbeginns sowie die Old San Ysidro Church, eine Kirche, erbaut um 1860.

## Demografische Daten
Nach der Volkszählung im Jahr 2000 lebten hier 7334 Menschen in 2819 Haushalten und 2122 Familien. Die Bevölkerungsdichte betrug 264,0 Einwohner pro km². Ethnisch betrachtet setzte sich die Bevölkerung zusammen aus 86,05 % weißer Bevölkerung, 0,57 % Afroamerikanern, 1,51 % amerikanischen Ureinwohnern, 0,79 % Asiaten und anderen Gruppen.
Von den 2819 Haushalten hatten 32,50 % Kinder und Jugendliche unter 18 Jahre, die bei ihnen lebten. 65,40 % waren verheiratete, zusammenlebende Paare, 7,10 % waren allein erziehende Mütter und 24,70 % waren keine Familien, 18,10 % bestanden aus Singlehaushalten und in 4,70 % lebten Menschen im Alter von 65 Jahren oder darüber. Die Durchschnittshaushaltsgröße betrug 2,60 und die durchschnittliche Familiengröße lag bei 2,97 Personen.
Auf den gesamten Ort bezogen setzte sich die Bevölkerung zusammen aus 24,60 % Einwohnern unter 18 Jahren, 4,80 % zwischen 18 und 24 Jahren, 25,90 % zwischen 25 und 44 Jahren, 34,20 % zwischen 45 und 64 Jahren und 10,50 % waren 65 Jahre alt oder darüber. Das Durchschnittsalter betrug 42 Jahre. Auf 100 weibliche Personen kamen 93,5 männliche Personen. Auf 100 Frauen im Alter von 18 Jahren oder darüber kamen statistisch 90,2 Männer.
Das jährliche Durchschnittseinkommen eines Haushalts betrug 67.217 USD, das Durchschnittseinkommen der Familien betrug 79.331 USD. Männer hatten ein Durchschnittseinkommen von 52.397 USD, Frauen 34.091 USD. Das Prokopfeinkommen betrug 33.629 USD. 3,10 % der Familien und 5,00 % der Bevölkerung lebten unterhalb der Armutsgrenze.

## Söhne und Töchter der Stadt
- Kent Bostick (* 1953), Radrennfahrer
- Jace Norman (* 2000), Schauspieler
- Jaune Quick-to-See Smith (1940–2025), Künstlerin und Aktivistin